# Llangernyw
Llangernyw är en by och community i kommunen Conwy i norra Wales med cirka 1 000invånare, cirka 2/3 av dessa talar kymriska. Byn ligger vid Afon Cledwen  mellan Llanrwst och Llanfair Talhaiarn och är känd för sin 4 000 år gamla idegran. 